# Sjöberg, Sollentuna kommun
Sjöberg uttal (fil) är en kommundel i Sollentuna kommun i Stockholms län. Den ligger i kommunens östra del och gränsar till kommundelarna Edsberg, Tureberg och Helenelund samt till Danderyds kommun och Skarpäng i Täby kommun. Sjöberg ligger mellan Edsviken, Rösjön och Rinkebyskogen. Kommundelen är uppdelad i områdena Östra Sjöberg, Västra Sjöberg samt Falkberget. Området Kärrdal ligger i Östra Sjöberg.
I området ligger Sjöbergs Centrum med bland annat mataffär och restauranger. Det finns två skolor i området (årskurs 1-6), Kärrdalsskolan och Rösjötorp. I området finns även Rösjöbaden Camping och badplats, minigolf, konstgräsplan, beachvolleyboll, utegym, lekplatser m.m.

## Historik

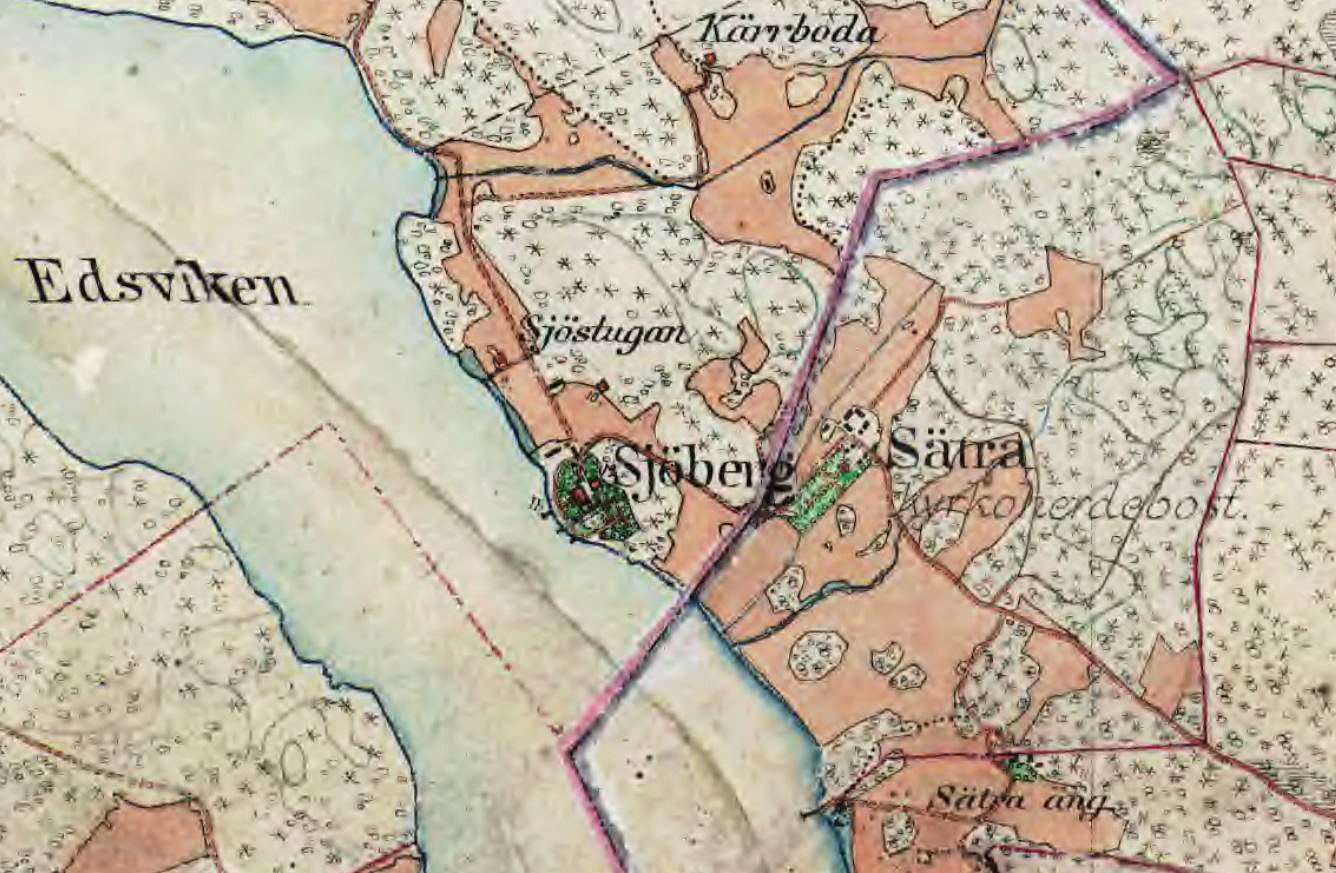
Sjöberg omkring 1900.

Trakten var bebodd redan under forntiden, som Sjöbergs fornborg kan vittna om (RAÄ-nummer: Sollentuna 84:1). Den ligger på en hög platå och har en utsträckning om cirka 210 x 100 meter. Borgen undersöktes på 1980-talet av arkeologer. De hittade spår efter bosättningar, äldre än själva fornborgen och borgmuren vilken daterades till 400-550 e.kr. Fornborgen har gett namn åt Borgvägen som sträcker sig längs med Edvikens strand.
Kommundelen har sitt namn efter Sjöbergs gård som ligger strax intill fornborgen vid Edsviken, nära sockengränsen till Danderyd. Här fanns ursprungligen ett torp som lydde under Hersby, även känt under namnen Skeppartorp eller Ålänningstorp. Det senare är känt från en mantalslängd 1749. Nuvarande huvudbyggnad med adress Borgvägen 9 uppfördes på 1850-talet för en slottskamrer vid Haga och Ulriksdal.
Under 1930-talet var Sjöberg ett stort sportstugeområde där medelklassen tillbringade större delen av sin fritid. Bland sportstugorna låg parker och grönområden där det rådde byggförbud. Det fanns en bussförbindelse från Norra Bantorget till Edsviken. Därifrån gick det en passbåt över till Sjöberg och närbelägna Bergendal. 
Den nuvarande bebyggelsen i Östra och Västra Sjöberg är huvudsakligen uppförd under 1970-talet, då kommunen ersatte ett stort sommarstugeområde med villor, radhus och bostadsrätter. Mot slutet av 1990-talet började Falkberget att bebyggas med villor.

## Bilder

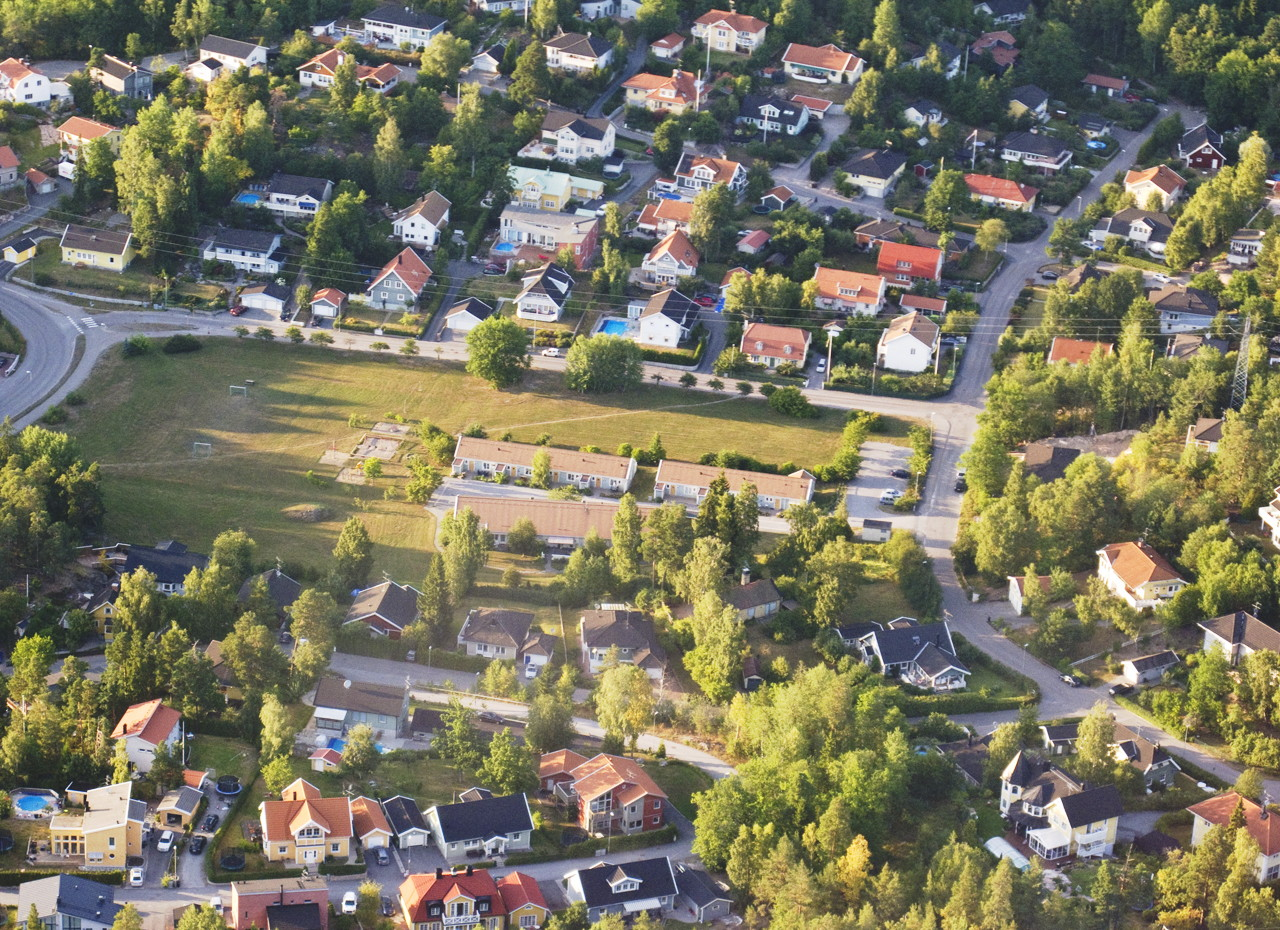
Villabebyggelse i Sjöberg.
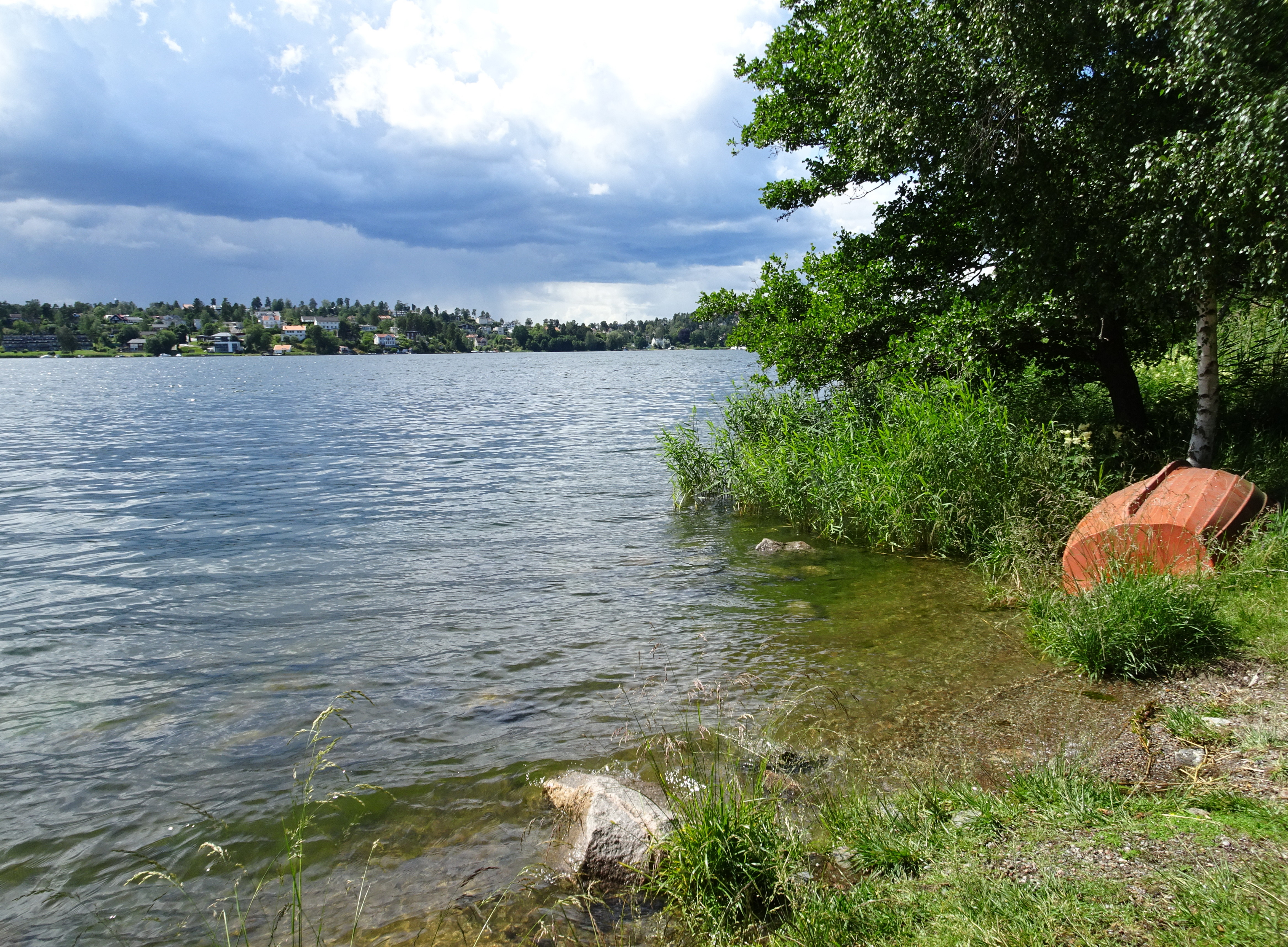
Edsviken vid Sjöberg.
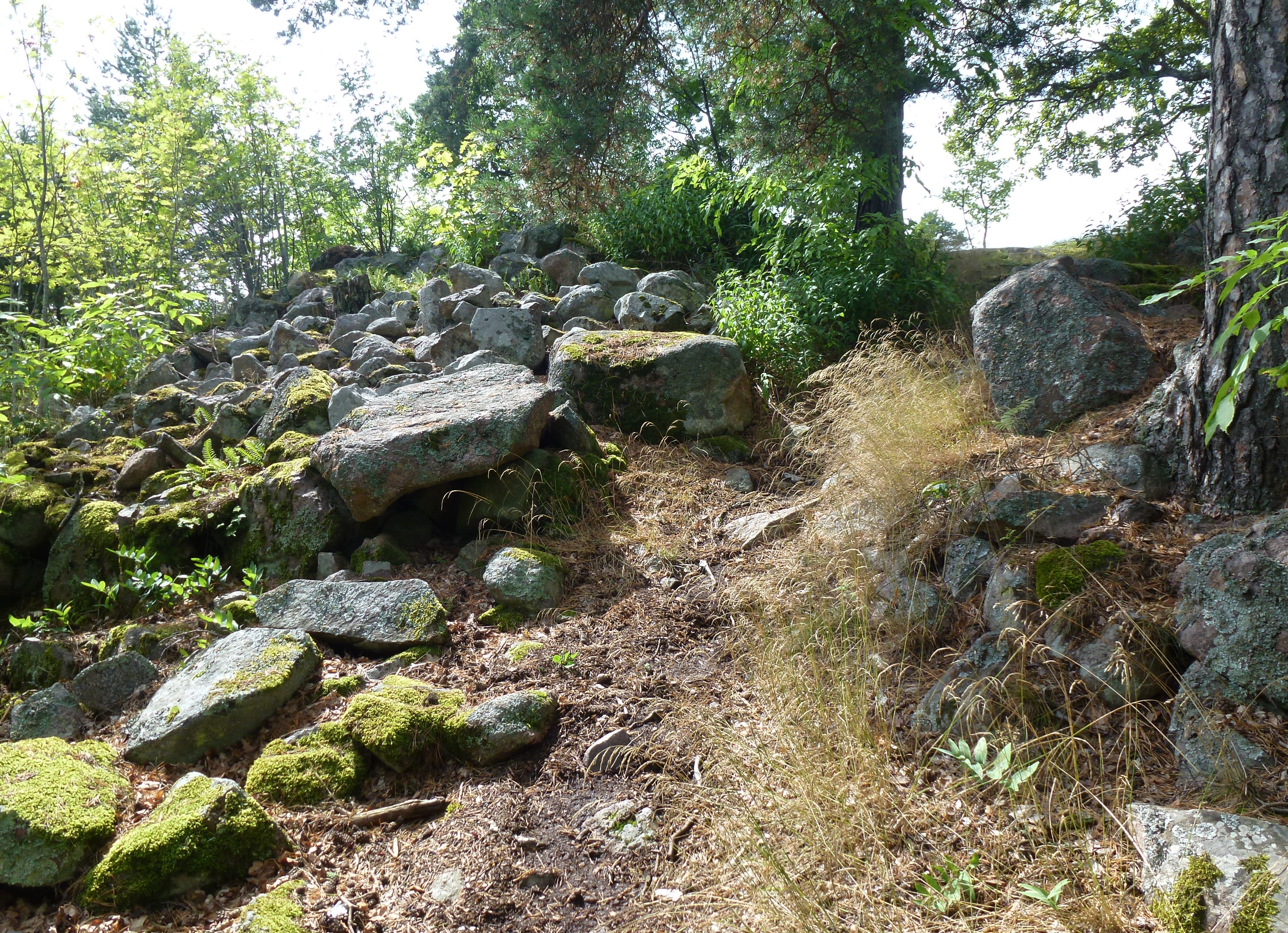
Sjöbergs fornborg.

## Tidigare tätort
Sjöberg var från tätortsavgränsningen 1975 till och med 2010 även en kommungränsöverskridande tätort, huvudsakligen belägen i Sollentuna kommun i Stockholms län men även innefattande en mycket liten del av Danderyds kommun. Från tätortsavgränsningen 2015 räknas bebyggelsen som sammanväxt med tätorten Stockholm, varvid Sjöberg upphörde som egen tätort.

### Befolkningsutveckling
| Befolkningsutvecklingen i tätorten Sjöberg 1975–2010          | Befolkningsutvecklingen i tätorten Sjöberg 1975–2010 | Befolkningsutvecklingen i tätorten Sjöberg 1975–2010 | Befolkningsutvecklingen i tätorten Sjöberg 1975–2010 | Befolkningsutvecklingen i tätorten Sjöberg 1975–2010 |
| ------------------------------------------------------------- | ---------------------------------------------------- | ---------------------------------------------------- | ---------------------------------------------------- | ---------------------------------------------------- |
|                                                               |                                                      |                                                      |                                                      |                                                      |
| År                                                            |                                                      |                                                      | Folkmängd                                            | Areal (ha)                                           |
| 1975                                                          | 1975                                                 |                                                      | 2 209                                                |                                                      |
| 1980                                                          | 1980                                                 |                                                      | 2 841                                                |                                                      |
| 1990                                                          | 1990                                                 |                                                      | 3 346                                                | 136                                                  |
| 1995                                                          | 1995                                                 |                                                      | 4 127                                                | 137                                                  |
| 2000                                                          | 2000                                                 |                                                      | 4 219                                                | 137                                                  |
| 2005                                                          | 2005                                                 |                                                      | 4 234                                                | 139                                                  |
| 2010                                                          | 2010                                                 |                                                      | 4 310                                                | 139                                                  |
| Anm.: Ny tätort 1975, sammanvuxen med Stockholms tätort 2015. |                                                      |                                                      |                                                      |                                                      |